# 이도련
이도련(李度鍊, 1947년 3월 30일 ~ 2007년 8월 4일)은 대한민국의 성우 겸 배우였다.

## 생애
- 1966년 연극배우 첫 데뷔한 그는 광주제일고등학교와 동국대학교를 나왔고, 1967년 DBS 라디오 공채 제3기 성우로 입사하였으며 1969년 MBC 공채 제1기 탤런트로 데뷔하였다가, 1974년 MBC 공채 제6기 성우로 재입사하여 연극배우 겸 방송인 등으로서의 활동을 시작하였다.
- 1986년에 개봉한 영화 《티켓》을 시작으로 조연 등을 비롯하여 단역을 줄곧 담당해왔다.
- 1997년 제1회 대한민국 연극제 대통령상을 수상하였다.
- 이후로도 연극 배우와 성우 활동을 병행해오다 2002년에 발병하여 수술, 완치했던 간암이 재발하면서 2007년 8월 4일 오전 《격동 50년》의 더빙 녹음 직후 갑작스럽게 쓰러졌고, 그날 밤 11시 27분경 결국 사망하였다.[2]

## 출연작

### 드라마
- 1981년 MBC 드라마 《제1공화국》 ... 1948년 정부 수립 당시의 이시영 역, 김윤도 역 등의 각종 단역
- 1982년 MBC 드라마 《전원일기》 ... 김용진(양촌리 영농농민회 김 회장 장남)의 손윗처남 박씨 역, 서울 신도 아파트 경비원 역 등의 각종 단역
- 1983년 MBC 드라마 《3840 유격대》
- 1984년 MBC 드라마 《설중매》
- 1985년 MBC 드라마 《임진왜란》... 김응남 역
- 1988년 MBC 드라마 《원미동 사람들》
- 1989년 MBC 드라마 《황제를 위하여》
- 1989년 MBC 드라마 《백범일지》
- 1989년 MBC 드라마 《조선왕조 오백년 파문》
- 1989년 MBC 드라마 《제2공화국》 ... 이과원 역
- 1989년 MBC 드라마 《당신의 축배》
- 1990년 MBC 드라마 《대원군》 ... 이동인 역
- 1991년 MBC 드라마 《여명의 눈동자》
- 1992년 SBS 드라마 《두려움 없는 사랑》
- 1993년 MBC 드라마 《제3공화국》 ... 오치성 역
- 1994년 MBC 드라마 《서울의달》 ... 임이사 역
- 1994년 MBC 드라마 《새야 새야 파랑새야》
- 1995년 SBS 드라마 《장희빈》 ... 심재 역
- 1995년 SBS 드라마 《코리아게이트》 ... 강창성 역
- 1995년 SBS 드라마《해빙》
- 1996년 KBS2 드라마 《파리공원의 아침》
- 1996년 KBS1 드라마 《용의 눈물》
- 1997년 SBS 드라마 《삼김시대》 ... 서석재 역
- 1997년 SBS 드라마 《바람의 노래》
- 1997년 SBS 시트콤 《순풍 산부인과》 ... 오지명의 의대 동기인 산부인과 전문의 고도련 의학박사 역으로 단역
- 1997년~1999년 KBS1 드라마 《왕과 비》 ... 현석규 역
- 1999년 MBC 드라마 《아름다운 선택》
- 1999년 MBC 드라마 《허준》 ... 진천 버드네 촌로역
- 2000년~2002년 KBS1 드라마 《태조 왕건》 ... 능달 역
- 2002년~2003년 KBS1 드라마 《제국의 아침》 ... 경순왕 역
- 2001년 SBS 드라마스페셜 《순자》
- 2001년~2002년 KBS2 드라마 《명성황후》... 민치록 역, 도카이 산시(시바 시로)역 1인2역
- 2001년 MBC 드라마 《홍국영》
- 2001년 MBC 드라마 《상도》 ... 어사(양서어사) 역
- 2002년 KBS1 드라마 《제국의 아침》 ... 경순왕 김부 역
- 2002년 SBS 드라마 《얼음꽃》 ... 강만중 역
- 2003년~2004년 KBS1 드라마 《무인시대》 ... 동경유수 역
- 2003년~2004년 MBC 드라마 《대장금》 ... 명나라 사신 역
- 2003년~2004년 SBS 드라마 《왕의 여자》 ... 허욱 역
- 2004년 SBS 드라마 《섬마을 선생님》
- 2005년 MBC 드라마 《제5공화국》 ... 최순달 역
- 2006년 SBS 드라마 《사랑과 야망》 ... 아버지 역
- 2007년 KBS2 드라마 《마왕》 ... 권현태 역 (특별출연)
- 2007년 SBS 드라마 《로비스트》
- 2007년 MBC 드라마 《개와늑대의시간》

### 영화
- 1988년 《칠수와 만수》
- 1990년 《장군의 아들》
- 1990년 《꼴찌부터 일등까지 우리반을 찾습니다》
- 1994년 《태백산맥》
- 2005년 《백만장자의 첫사랑》
- 2005년 《아랑》
- 2005년 《한반도》
- 2006년 《사랑방 선수와 어머니》

### 더빙영화
- 《나 홀로 집에 2》(MBC) - 던칸(에디 브래큰)
- 《프렌지》 (MBC) - 포사이드 (버나드 크리빈즈)
- 《시카고》(MBC) - 판사(숀 맥캔)
- 《리썰 웨폰 2》(MBC) - 리오 겟츠(조 페시)
- 《리썰 웨폰 3》(MBC) - 경찰(스티브 프사로스)
- 《미세스 다웃파이어》(MBC) - 경찰, 변호사
- 《황비홍 철계투오공》(MBC) - 마을 상인, 영국인
- 《한 여름 밤의 꿈》(MBC) - 퀸스 (로저 린스)
- 《레이더스》(MBC) - 벨로크 (폴 프리먼)
- 《버티칼 리미트》(MBC) - 파크스탄군 대령(로산 세스)
- 《종횡사해》(MBC) - 경매소장(호풍)
- 《스타워즈 에피소드 5》(MBC) - 오젤(마이클 쉬어드)
- 《리전에어》(MBC) - 맥심(조셉 롱) / 압둘크림(카멜 크리파)
- 《언터처블》(MBC) - 페인(잭 케호)
- 《러브 오브 시베리아》(MBC) - 알렉산드르 3세(니키타 미할코프)
- 《누가 로저 래빗을 모함했나》(MBC) - 마빈(스터비 케이)
- 《총잡이 링고》 (MBC) - 루비의 아버지(안토니오 카사스)
- 《로미오와 줄리엣》 (MBC) - 티볼트(마이클 요크)
- 《라이언 일병 구하기》(MBC) -  노년 라이언(해리슨 영) / 대령(데일 다이)
- 《프로젝트 B》(MBC) - 과장(임상의)
- 《레비아탄》(MBC) - 식스팩(다니엘 스턴)
- 《4월 이야기》(MBC) - 우츠키의 아버지(마츠모토 하쿠오)
- 《폴리스 스토리》(MBC) - 판사(장충)
- 《크미치스》(MBC) - 칸니츠(프란시스제크 피에츠카)
- 《마우스 헌트》(MBC) - 팔코(모리 체이킨)
- 《페리스의 해방》(MBC) - 선생님(벤 스타인)
- 《월드 오브 투모로우》(MBC)
- 《아들의 방》(MBC)
- 《은밀한 유혹》(MBC)
- 《이연걸의 탈출》(MBC)
- 《장군의 딸》(MBC)
- 《D-13》(MBC)
- 《이연걸의 소림오조》(MBC)
- 《일본침몰》(MBC)
- 《프로텍션》(MBC)
- 《미션임파서블2》(MBC)
- 《스타워즈 에피소드1》(MBC)
- 《인도차이나》(MBC)
- 《어댑테이션》(MBC)
- 《제니퍼 연쇄 살인사건》(MBC)
- 《론머맨2》(MBC)
- 《포레스트 검프》(MBC)
- 《프랑켄슈타인》(MBC)
- 《고스포드 파크》(MBC)
- 《의천도룡기》(MBC)
- 《세인트》(MBC)
- 《뮤리엘의 웨딩》(MBC)
- 《더티 해리 4 - 써든 임팩트》 (MBC)
- 《픽쳐 클레어》(MBC)
- 《오리지날 씬》(MBC)
- 《옹박》(MBC)
- 《일렉션》(MBC)
- 《이너스페이스》(MBC)
- 《황비홍》(MBC)
- 《헨리 이야기》(MBC)
- 《광부의 딸》(MBC)
- 《스콜피온 킹》(MBC)
- 《갱스 오브 뉴욕》(MBC)
- 《크루서블》(MBC)
- 《황비홍 철계투오공》(MBC)
- 《이연걸의 정무문》(MBC)
- 《팀스터 보스》(MBC)
- 《록키 5》(MBC)
- 《사랑의 기적》(MBC)
- 《사랑이 다시 올 때》(MBC)
- 《왕중왕》(MBC)
- 《조지왕의 광기》(MBC)
- 《공군대전략》(MBC)
- 《크레이머 대 크레이머》(MBC) - 앳킨스 판사(하울랜드 체임벌린)
- 《폴리스 아카데미》 (MBC)

### 더빙외화
- 《24》(MBC)
- 《밴드 오브 브라더스》(MBC)
- 《애꾸눈 해피》(MBC)

### 애니메이션
- 《은하순찰대》(MBC)
- 《유령대소동》(MBC)
- 《우주보안관 장고》(MBC)
- 《알프스 소녀 안네트》(MBC)
- 《나는 전함 브이호》(MBC)
- 《키다리 아저씨》(MBC)
- 《고바리안》(MBC)
- 《수퍼보이》(MBC)
- 《우주용사 다이노서》(MBC)
- 《알프스의 메아리》(MBC)
- 《우주 불새》(MBC)
- 《도전자 허리케인》(MBC)
- 《스타잔》(MBC)
- 《미래용사 볼트론》(MBC) - 세이도 츠요시(헝크)
- 《동물 보물섬》(MBC)
- 《테니스의 여왕》(MBC)
- 《마이티 마우스》(MBC)
- 《흙꼭두 장군》(MBC)
- 《바라타크》(VIDEO)
- 《그랜다이저》(VIDEO)
- 《타이거마스크 2세》(VIDEO)
- 《캡틴 퓨처》(VIDEO)
- 《무적의 탱크 태무진》(MBC)
- 《로빈 훗의 모험》(MBC)
- 《그림명작동화》(MBC)

### 방송
- 《천황의 나라 일본》(MBC)

### 라디오
- 《만화열전 - 열혈강호》(MBC) - 약선